# Ерчема
Ерчема (устар. Елчема) — река в России, протекает по Архангельской области. Устье реки находится в 178 км по левому берегу реки Мезень. Длина реки составляет 31 км.

## Данные водного реестра
По данным государственного водного реестра России относится к Двинско-Печорскому бассейновому округу, водохозяйственный участок реки — Мезень от водомерного поста деревни Малонисогорская и до устья. Речной бассейн реки — Мезень.
Код объекта в государственном водном реестре — 03030000212103000048739.